# Майстер спорту Казахстану міжнародного класу
Майстер спорту Республіки Казахстан міжнародного класу — почесне спортивне звання, встановлене в Республікі Казахстан.

## Норми присвоєння
Норми та вимоги для присвоєння звання для кожного виду спорту свої, зазначені у відповідному наказі Міністерства культури та спорту Республіки Казахстан.

## Порядок присвоєння
Спортивне звання «Майстер спорту міжнародного класу Республіки Казахстан» присвоюються уповноваженим органом у сфері фізичної культури та спорту за поданням місцевого виконавчого органу області (міста республіканського значення, столиці), акредитованих республіканських та регіональних спортивних федерацій з видів спорту.
Виконання спортивного звання підтверджується суддівською колегією з виду спорту у складі не менш як трьох суддів категорії «Національний спортивний суддя вищої категорії».